# 橋本善次郎
橋本 善次郎（はしもと ぜんじろう、1917年 - 1990年）は探偵公論社の編集者兼経営者。江戸川乱歩等による連作小説『江川蘭子』や、探偵小説雑誌などを編集・発行した。日本推理作家協会所属。
中央大学・専修大学卒。
本業は会計士。江戸川乱歩によれば、「戦前の「ぷろふいる」の寄稿家で、古い探偵ファン」であり、「面白い風格の人で作家たちにも敬愛されていた」という。
1947年（昭和22年）4月に探偵公論社から『真珠』を創刊するが、1948年（昭和23年）8月発行の第7号で廃刊。1949年（昭和24年）1月に真珠文庫社から『探偵趣味』を創刊するが、1号限りで廃刊。このほか、探偵公論社からは『殺人迷路』『江川蘭子』などの探偵小説本も刊行した。その後、会計事務所を開業する。